# Попадија (Грчка)
Попадија (грч. Παπαδιά, Пападија) је некадашње насеље у Грчкој у општини Лерин, периферија Западна Македонија.

## Географија
Попадија се налази на северозападним падинама планине Ниџе, у једној од котлина кроз коју тече Стара река, окружена високим планинским врховима, на надморској висини од 900 метара.

## Историја
Према Василу Канчову, 1900. године у Попадији је живело 50 Словена хришћана. Према секретару Бугарске егзархије, Димитру Мишеву, 1905. године у насељу је било 48 Словена егзархиста. На попису 1913. године било је 73 житеља, а 1920. године 98 житеља. Попадија је доста настрадала за време грађанског рата, због чега је највећи део становништва избегао у Југославију (СР Македонија), а мањи број у суседно село Сетину. Насеље је обновљено током седамдесетих година, тако да је на попису 1981. године било 17 житеља, да би 1991. године његови становници били урачунати у становништво суседног села Сетина.

### Пописи
| Година       | 1920 | 1928 | 1940 | 1981 | 1991 |
| ------------ | ---- | ---- | ---- | ---- | ---- |
| Становништво | 98   | 135  | 149  | 17   | 0    |